# Seán Dillon
Pour les articles homonymes, voir Dillon et Sean Dillon (homonymie).
Sean Dillon est un footballeur irlandais né le 30 juillet 1983 à Dublin.

## Palmarès
Longford Town
- Coupe d'Irlande
  - Vainqueur (2) : 2003, 2004
- Coupe de la Ligue
  - Vainqueur (1) : 2004

 Shelbourne
- Championnat d'Irlande
  - Champion (1) : 2006

 Dundee United
- Coupe d'Écosse
  - Vainqueur (1) : 2010
- Coupe de la Ligue écossaise
  - Finaliste : 2015
- Scottish Challenge Cup
  - Vainqueur (1) : 2017

 Montrose FC
- Championnat d'Écosse D4
  - Vainqueur (1) : 2018

### Distinctions personnelles
- Membre de l'équipe-type de Scottish Championship en 2018